# Lago Castiglione
Il lago Castiglione (anticamente chiamato lago Rendineto) è un lago carsico situato nella città metropolitana di Bari, nel territorio di Conversano.
È situato sul secondo gradone carsico dell'altopiano delle Murge, a 212 m s.l.m.
L'area del lago, che copre una superficie di 35.000 m² si trova presso l'altura di Castiglione, in una di numerose zone di depressione situate nell'area.
Il lago è ricordato in un documento del 1128 col nome di "lago Rendineto", quindi indicato con il vecchio nome della località di Castiglione.
Il paesaggio del lago di Castiglione costituisce un habitat naturale per numerose specie animali e vegetali, tanto che per favorire il passaggio dei rospi si sono resi necessari degli adattamenti alla rete stradale.

## Flora e fauna
- Rospo
- Lissotriton italicus
- Rospo smeraldino
- Zerynthia polyxena
- Natrix natrix
- Hierophis viridiflavus
- Zamenis situla
- Tarentola mauritanica
- Elaphe quatuorlineata
- Ramarro
- Cyrtopodion kotschyi
- Falco tinnunculus
- Accipiter nisus
- Buteo buteo
- Falco naumanni
- Garrulus glandarius
- Capinera
- Erithacus rubecola
- Asio otus
- Athene noctua
- Tyto alba
- Ardea cinerea
- Tringa glareola
- Ardeola ralloides
- Gallinula chloropus
- Egretta garzetta
- Himantopus himantopus
- Vulpes vulpes
- Erinaceus europaeus
- Mustela nivalis
- Martes foina